# Musée naval de Carthagène
 (septembre 2012).
Le musée naval de Carthagène est un musée militaire de Carthagène en Espagne qui a des expositions sur la construction navale. 

## Histoire
Le musée naval de Carthagène a été inauguré le 5 juillet 1986. Le bâtiment de style moderniste a été créé par l'architecte Lorenzo Ros en 1926. À l'origine, il abritait l'école des apprentis de la Sociedad Española de Construcción Naval (maintenant Empresa Nacional Bazán), puis il a accueilli pendant quelques mois l'école Señora del Rosario, avant d'être finalement récupéré par l'armée qui en a fait le musée actuel.  
Le musée a été récemment déménagé dans un bâtiment historique datant du milieu du XVIIIe siècle de l'ingénieur militaire Mateo Vodopich, situé au cœur du secteur riverain de la ville. Depuis sa construction en 1786 a eu différentes utilisations. À la suite de l'accord signé par le ministère de la Défense, la Région autonome de Murcie et de l'Université Polytechnique de Carthagène (2005) le partage du bâtiment entre les universités et le musée naval est établie.

## Exposition
La collection s'étend parmi ses salles, le vestibule et les couloirs.
- Vestibule : On peut souligner la maquette de la goélette à hunier espagnole Juan Sebastián de Elcano, qui sert de voilier-école pour la marine espagnole.

- Couloirs : On peut observer en exposition les munitions et les masques utilisées au début du siècle.

- Salle Arsenal : On peut observer des assiettes, des outils de menuiserie et de forge, des ateliers de cordage et des voiles, des éléments de manœuvre, des maquettes des bateaux à voile, des restes des navires Ntra. Sra. de Atocha et Santa Margarita et des documents du début du siècle.

- Salle Isaac Peral : Salle consacrée à Isaac Peral où il y a un portrait, des expositions, des plans, des documents et des objets qui lui ont appartenu et qui maintenant sont patrimoine national, il y a aussi des peintures du dessin du sous-marin qui a été créé par Isaac Peral.

- Salle Infantería de Marina : Dans cette salle il y a des tableaux et des photographies qui montrent des actions et des batailles auxquelles l'infanterie de marine a participé tout au long de son Histoire. Il y a aussi un rayon consacré à la bande de musique, à ses armes et à ses uniformes.

- Salle Cartografía y Navegación : Dans cette salle il y a exposés des manuscrits de cartes, des lettres et des objets tels qu'un gouvernail d'un bateau de guerre à vapeur du XIXe siècle, des télégraphes, des sextants, des publications de navigation, une coleccion de livre de bord, deux navire.